# Camilo García
Camilo García ist ein uruguayischer Politiker.
García gehört der Partido Colorado an. Er saß als stellvertretender Abgeordneter in der 40. Legislaturperiode vom 22. August 1967 bis zum 26. September desselben Jahres für das Departamento Montevideo in der Cámara de Representantes.